# Escrito en América
Escrito en América es una serie de televisión, emitida por La 1 de Televisión española en 1979.

## Argumento
Se trata de episodios independientes, con director y actores distintos, en cada uno de los cuales se recrea una novela o relato de un autor latinoamericano.

## Listado de episodios
- Cadáveres para la publicidad, de Jesús Fernández Santos -  9 de septiembre de 1979
  - Roberto Camardiel
  - Antonio Casas
  - Luis Ciges
  - Estanis González
  - Conchita Goyanes
  - Susana Mara
  - Luis Politti
  - Jack Taylor
  - Julián Ugarte
  - Carles Velat
  - Walter Vidarte
- Cartas de mamá, de Julio Cortázar -  10 de junio de 1979
  - Mercedes Borqué
  - Félix Dafauce
  - Guillermo Gentile
  - Susana Mara
  - Julio Núñez
  - Luisa Rodrigo

- Cavar un foso, de Adolfo Bioy Casares -  15 de julio de 1979
  - Cecilia Roth
  - Fernando Sotuela
  - José Vivó
- El hombre de la esquina rosada, de Jorge Luis Borges -  3 de junio de 1979
  - Ana Farra
  - Guillermo Gentile
  - Zulema Katz
  - Emilio Linder
  - Susana Mara
  - Gogó Rojo
  - Florencio Amarilla
- El túnel, de Ernesto Sabato  - 24 de junio de 1979
  - Fernando Hilbeck
  - Eva León
  - Gerardo Malla
  - Mónica Randall
  - Ana María Simón
- La galera -  29 de julio de 1979
  - Antonio Acebal
  - Susana Mara
  - María Vaner
- La gallina ciega, de Miguel Ángel Asturias -  1979
  - Yolanda Farr
  - Claudia Gravy
  - Miguel Narros
  - Luis Politti
- La hechizada -  17 de junio de 1979
  - Concha Cuetos
  - Ana Farra
  - Irene Foster
  - Ana María Molano
  - Julio Núñez
  - José Riesgo
- La siesta del martes, de Gabriel García Márquez -  8 de julio de 1979
  - José Luis Alexandre
  - Antonio Durán
  - Susana Mara
- Rosaura a las diez, de Marco Denevi -  1 de julio de 1979
  - Ofelia Angélica
  - Enriqueta Carballeira
  - Tito García
  - Irene Gutiérrez Caba
  - Alicia Hermida
  - Joaquín Hinojosa
  - Francisco Merino
  - Luis Politti
  - Ángela Rosal
  - Julieta Serrano
  - Cristina Torres
  - Chelo Vivares